# Protestos de 1968
Os protestos de 1968 constituíram uma escalada mundial de conflitos sociais, que foram predominantemente caracterizados pela ascensão da política de esquerda, sentimento antiguerra, urgência por direitos civis, contracultura juvenil nas gerações silenciosas e baby boomers, além de rebeliões populares contra ditaduras militares e burocracias.
Nos Estados Unidos, os protestos marcaram uma virada para o movimento dos direitos civis, que produziu movimentos revolucionários como o Partido dos Panteras Negras. Em reação à Ofensiva do Tet, os protestos também desencadearam um amplo movimento de oposição à Guerra do Vietnã em todos os Estados Unidos, bem como em Londres, Paris, Berlim e Roma. Os movimentos de massa cresceram nos Estados Unidos, mas também em outros lugares. Na maioria dos países da Europa Ocidental, o movimento de protesto foi dominado por estudantes.
A manifestação mais proeminente foram os protestos de maio de 1968 na França, nos quais estudantes se uniram a greves selvagens de até dez milhões de trabalhadores e, por alguns dias, o movimento pareceu capaz de derrubar o governo. Em muitos outros países, lutas contra ditaduras, tensões políticas e regimes autoritários também foram marcadas por protestos em 1968, como o início dos conflitos na Irlanda do Norte, o massacre de Tlatelolco na Cidade do México e a escalada da guerrilha contra a ditadura militar no Brasil.
Nos países da Europa Oriental sob partidos comunistas, houve protestos contra a falta de liberdade de expressão e a violação de outros direitos civis pelas elites burocráticas e militares comunistas. Na Europa Central e Oriental, houve protestos generalizados que se intensificaram, particularmente na Primavera de Praga, na Tchecoslováquia, em Varsóvia, na Polônia e na Iugoslávia.

## Contexto

### Mundo pós-guerra

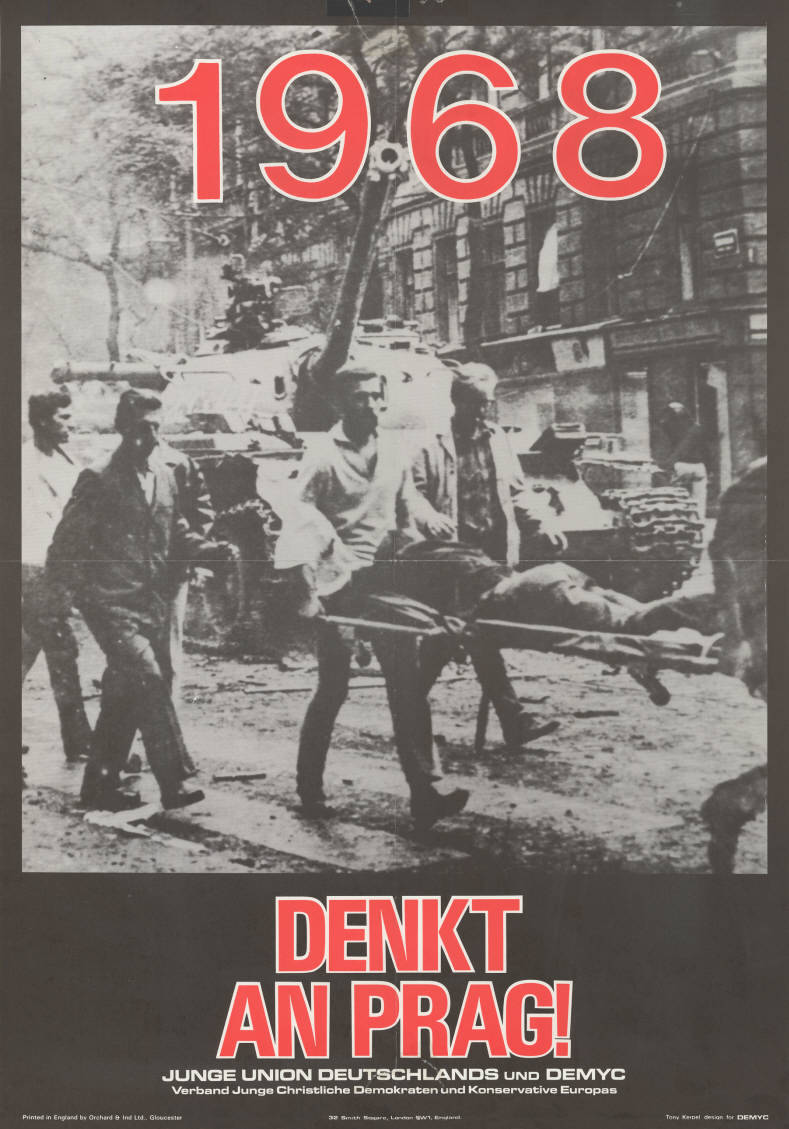
Cartaz da Primavera de Praga de 1968 da Young Union

Após a Segunda Guerra Mundial, grande parte do mundo experimentou um aumento incomum de nascimentos, criando uma grande faixa etária. Esses bebês nasceram durante uma época de paz e prosperidade para a maioria dos países. Esta foi a primeira geração a ver a televisão chegar às casas, o que teve um efeito profundo de duas maneiras. Em primeiro lugar, deu-lhes uma perspectiva comum a partir da qual podiam ver o mundo. As crianças que cresceram nessa época não só compartilhavam as notícias e os programas que assistiam na televisão, mas também tinham vislumbres do mundo umas das outras. Em segundo lugar, a televisão permitiu que elas vivenciassem grandes eventos públicos. A educação pública estava se tornando mais frequentada, criando outra experiência compartilhada. As redes de lojas e restaurantes franqueados estavam a proporcionar experiências de compras e refeições partilhadas a pessoas em diferentes partes do mundo.
A Crise dos Mísseis de Cuba e a Guerra Fria foram outras experiências compartilhadas por esta geração. O conhecimento de que uma guerra nuclear poderia acabar com as suas vidas a qualquer momento foi reforçado com exercícios de simulação de bombas em sala de aula, do tipo “abaixar-se e proteger-se” criando uma atmosfera omnipresente de medo. À medida que envelheciam, os movimentos antiguerra, pelos direitos civis, pela paz e feministas pela igualdade das mulheres estavam se tornando forças em grande parte do mundo.

### Movimentos sociais

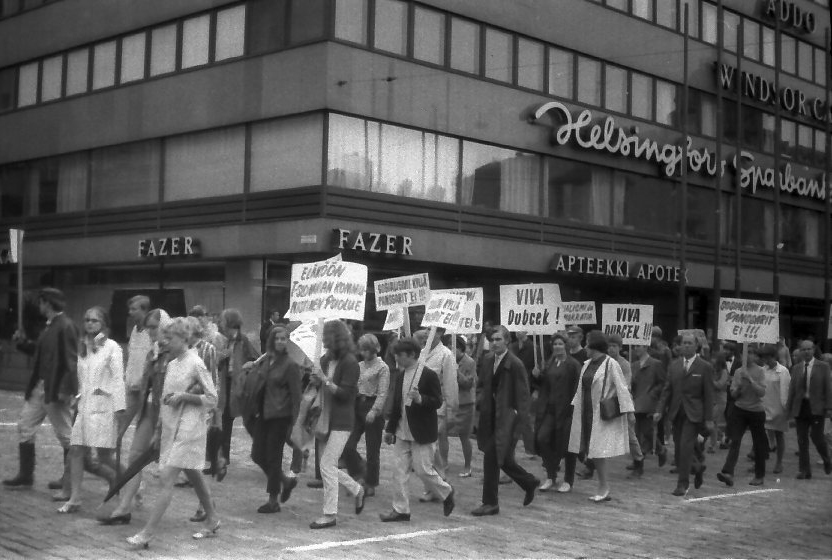
Manifestação de Helsinque contra a invasão da Tchecoslováquia em 1968

Ondas de movimentos sociais ao longo da década de 1960 começaram a moldar os valores da geração de estudantes em 1968. Nos Estados Unidos, o movimento pelos direitos civis estava no auge, mas também no seu momento mais violento, como o assassinato de Martin Luther King Jr. em 4 de abril por um supremacista branco. Na Irlanda do Norte, a divisão religiosa abriu caminho para um conflito violento de décadas entre republicanos irlandeses e unionistas irlandeses. Itália e França estavam no meio de um movimento socialista. O movimento político Nova Esquerda estava causando convulsões políticas em muitos países europeus e sul-americanos. Na China, a Revolução Cultural atingiu seu auge. O conflito árabe-israelense começou no início do século XX, o movimento antiguerra britânico permaneceu forte e os movimentos de independência africanos continuaram a crescer em número. O movimento de libertação das mulheres fez com que gerações de mulheres questionassem o status quo global de empoderamento desigual das mulheres, e a geração baby boomer do pós-guerra passou a reavaliar e redefinir suas prioridades sobre casamento e maternidade. O movimento pela paz fez com que questionassem a autoridade mais do que nunca.
O Bloco Oriental já havia testemunhado vários protestos em massa nas décadas seguintes à Segunda Guerra Mundial, incluindo a Revolução Húngara, a Revolta na Alemanha Oriental e várias greves trabalhistas na Polônia, especialmente as importantes em Poznań em 1956. Os eventos dramáticos do ano no Bloco Soviético revelaram que o movimento de esquerda radical era ambivalente sobre sua relação com o comunismo. As manifestações estudantis de 2 a 3 de junho de 1968 na Iugoslávia foram o primeiro protesto em massa no país após a Segunda Guerra Mundial. As autoridades reprimiram o protesto, enquanto o presidente Josip Broz Tito fez com que os protestos cessassem gradualmente, cedendo a algumas das reivindicações dos estudantes. Também eclodiram protestos noutras capitais de repúblicas jugoslavas — Sarajevo, Zagreb e Liubliana — mas foram menores e mais curtos do que em Belgrado.

## Protestos

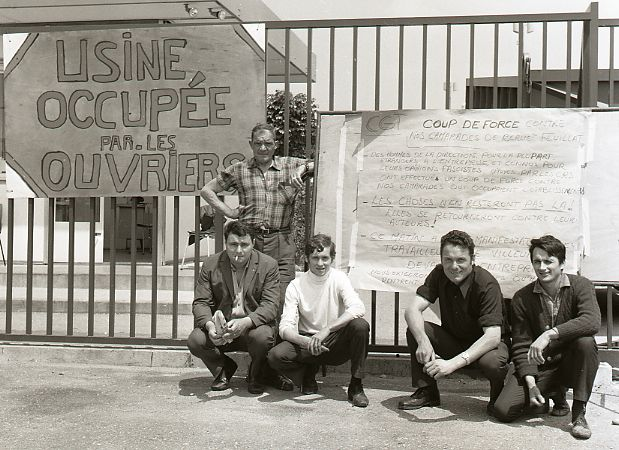
Grevistas no sul da França com uma placa dizendo "Fábrica ocupada pelos trabalhadores". Atrás deles há uma lista de reivindicações.

Os protestos que ocorreram ao longo de 1968 incluíram um grande número de trabalhadores, estudantes e pessoas pobres enfrentando uma repressão estatal cada vez mais violenta em todo o mundo, o que foi a corrente mais comum em todos os protestos listados abaixo. Estas refletiram-se numa variedade de causas sociais que repercutiram umas nas outras: só nos Estados Unidos, por exemplo, os protestos pelos direitos civis, contra as armas nucleares e em oposição à Guerra do Vietnã, e pela libertação das mulheres, juntaram-se todos durante este ano. A televisão, tão influente na formação da identidade política desta geração, tornou-se a ferramenta preferida dos revolucionários. Eles lutaram suas batalhas não apenas nas ruas e nos campi universitários, mas também na tela da televisão com cobertura da mídia.
À medida que as ondas de protestos da década de 1960 se intensificaram e atingiram um novo pico em 1968, governos repressivos por meio de repressão policial generalizada, tiroteios, execuções e até massacres marcaram conflitos sociais no México, Brasil, Espanha, Polônia, Tchecoslováquia e China. Em Berlim Ocidental, Roma, Londres, Paris, Itália, muitas cidades americanas e argentinas, sindicatos e estudantes desempenharam papéis importantes e também sofreram repressão política.

### Movimentos de massa

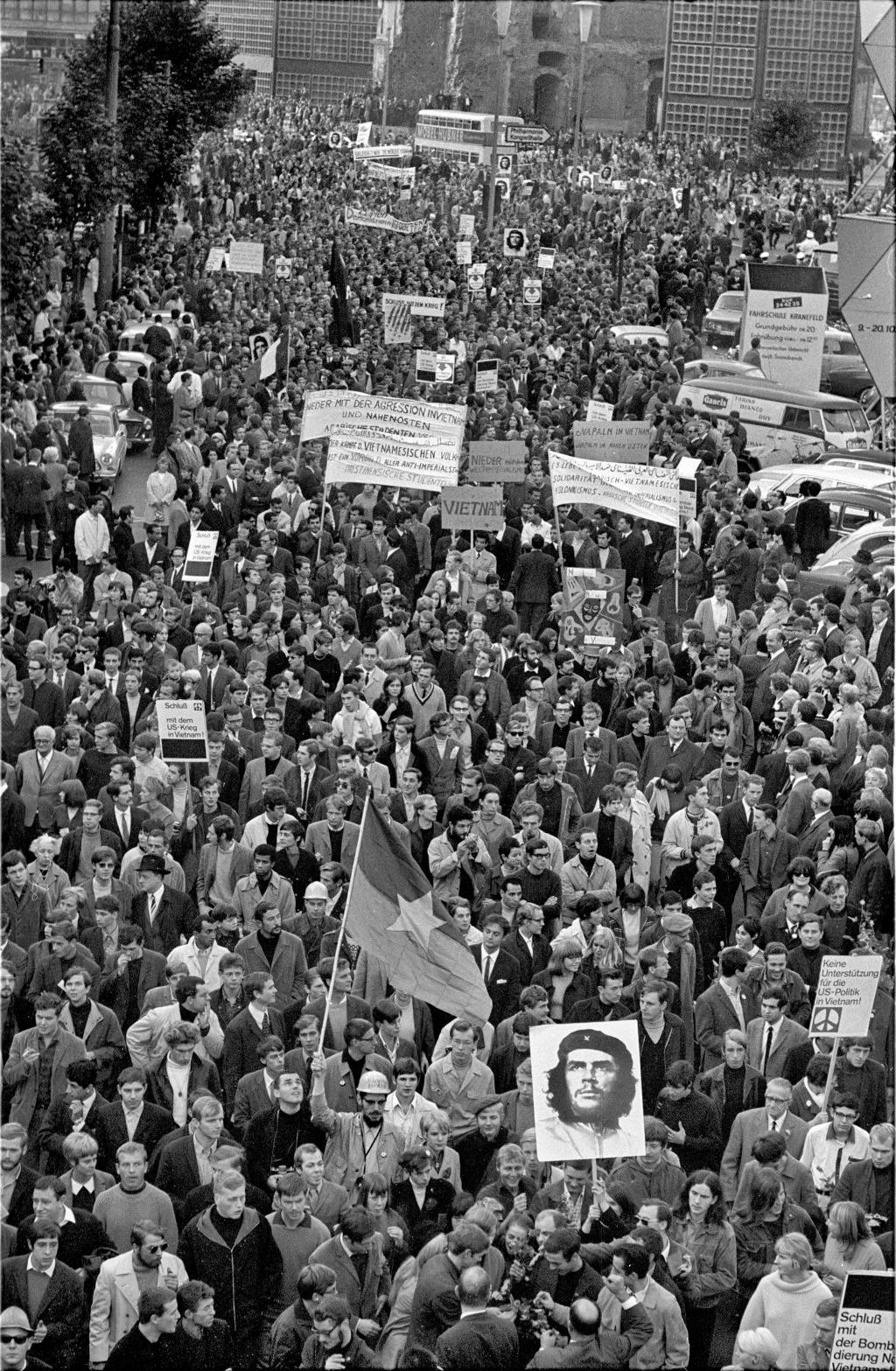
Protesto contra a Guerra do Vietnã em Berlim Ocidental em 1968

O movimento ambientalista tem suas origens nos protestos de 1968. O movimento ambientalista evoluiu do movimento antinuclear. A França estava particularmente envolvida em questões ambientais. Em 1968, a Federação Francesa de Sociedades de Proteção da Natureza e a filial francesa dos Amigos da Terra foram formadas e a comunidade científica francesa organizou Survivre et Vivre (Sobreviva e Viva). O Clube de Roma foi formado em 1968. Os países nórdicos estavam na vanguarda do ambientalismo. Na Suécia, estudantes protestaram contra planos hidrelétricos. Na Dinamarca e nos Países Baixos, grupos de acção ambiental protestaram contra a poluição e outras questões ambientais.
Em janeiro, a polícia usou cassetetes contra 400 manifestantes antiguerra à porta de um jantar para o Secretário de Estado dos EUA, Dean Rusk. Em fevereiro, estudantes de Harvard, Radcliffe e da Universidade de Boston realizaram uma greve de fome de quatro dias para protestar contra a Guerra do Vietnã. Dez mil estudantes de Berlim Ocidental fizeram um protesto contra o envolvimento americano no Vietnã. O povo do Canadá protestou contra a guerra enviando 5.000 cópias do livro de bolso Manual for Draft Age Immigrants to Canada para os Estados Unidos. Em 6 de março, quinhentos estudantes da Universidade de Nova York (NYU) manifestaram-se contra a Dow Chemical porque a empresa era a principal fabricante de napalm, usado pelos militares estadunidenses no Vietnã. Em 17 de março, uma manifestação antiguerra na Grosvenor Square, em Londres, terminou com 86 feridos e 200 manifestantes presos. Estudantes japoneses protestaram contra a presença do exército americano no Japão por causa da Guerra do Vietnã. Em março, estudantes britânicos (que se opunham à guerra) atacaram fisicamente o Secretário da Defesa britânico, o Secretário de Estado da Educação e o Secretário do Interior. Em agosto, a Convenção Nacional Democrata de 1968 em Chicago foi interrompida por cinco dias de manifestações de rua por milhares de manifestantes. O prefeito de Chicago, Richard J. Daley, intensificou os tumultos com a presença policial excessiva e ordenando que a Guarda Nacional e o exército reprimissem os protestos. Em 7 de setembro, o movimento de libertação feminina ganhou reconhecimento internacional quando se manifestou no concurso anual de beleza Miss América. O protesto e a interrupção do concurso deram à questão da igualdade de direitos para as mulheres uma atenção significativa e sinalizaram o início do fim dos "concursos de beleza" como qualquer tipo de aspiração para as jovens mulheres.

### África do Sul

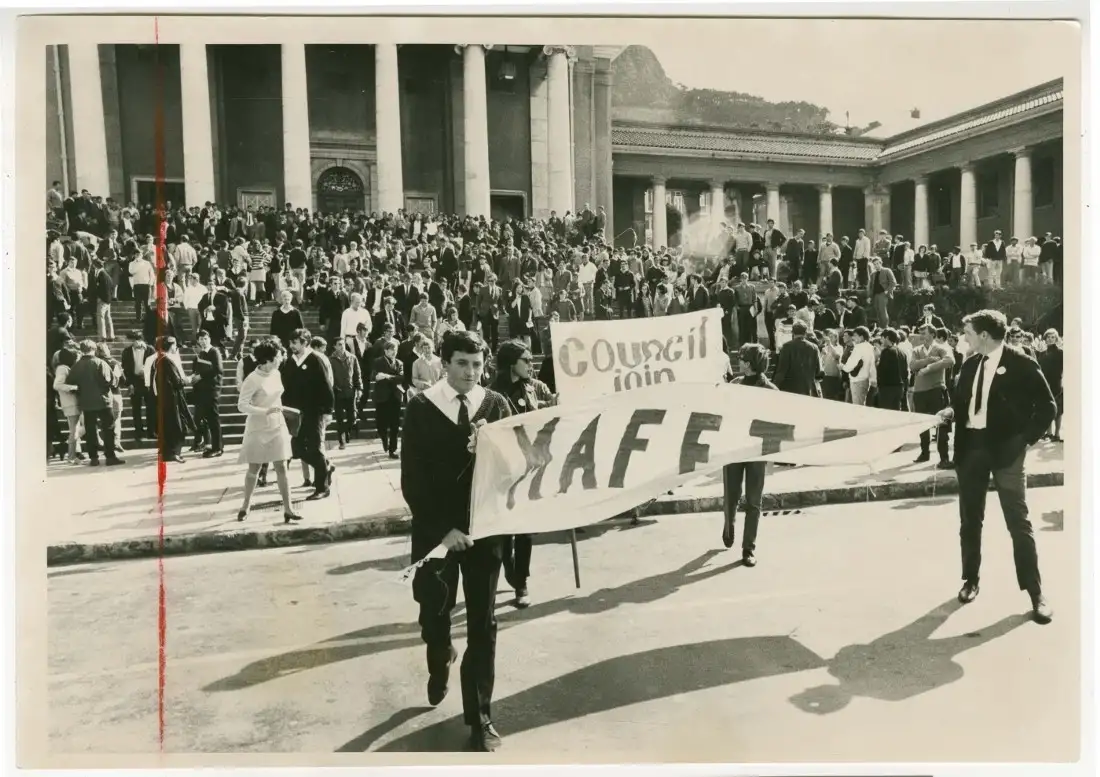
Estudantes da Universidade da Cidade do Cabo cercando o Jameson Hall em 15 de agosto de 1968

Na África do Sul, a decisão do Conselho da Universidade da Cidade do Cabo (UCT) (somente para brancos) de rescindir a oferta de Archie Mafeje (negro) para o cargo de professor sênior devido à pressão do governo do apartheid irritou os estudantes e levou a protestos em 15 de agosto de 1968, seguidos por um protesto de nove dias no prédio administrativo da UCT. Os manifestantes enfrentaram intimidação do governo, dos antimanifestantes e de colegas estudantes africâneres de outras universidades. A polícia rapidamente reprimiu o apoio ao protesto. Na sequência, Mafeje deixou o país e só regressou em 2000.

### Alemanha Ocidental

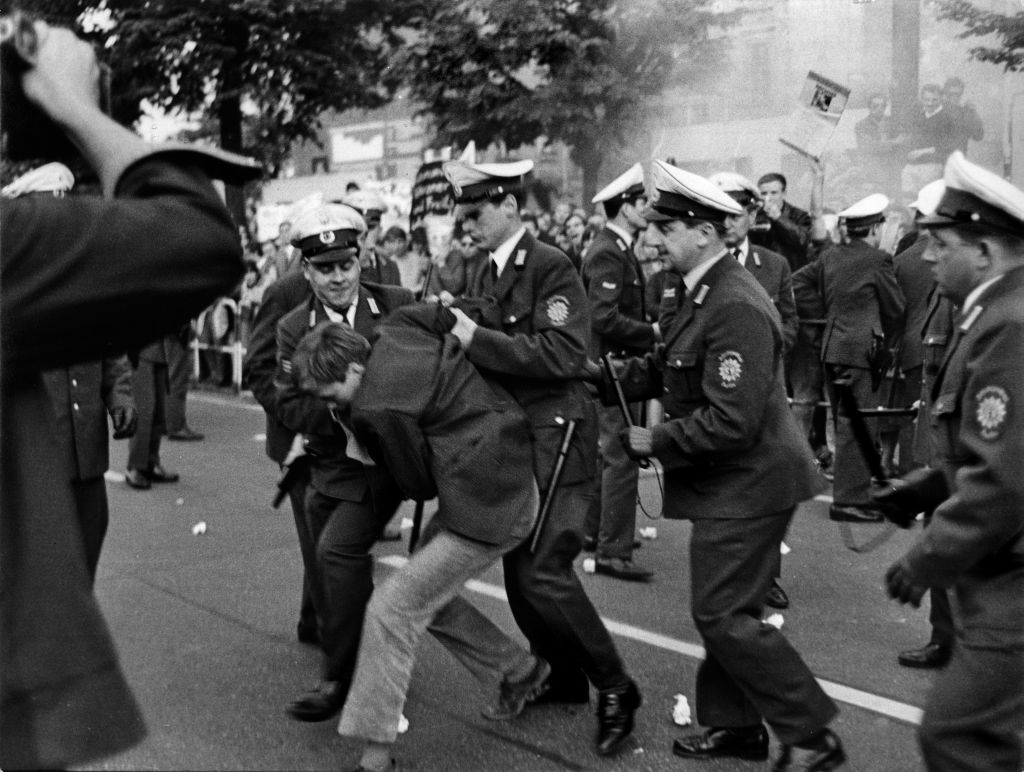
Protesto estudantil em Berlim Ocidental

O movimento estudantil da Alemanha Ocidental foi, em grande parte, uma reação contra o autoritarismo e a hipocrisia percebidos pelo governo da Alemanha Ocidental e outros governos ocidentais, particularmente em relação às péssimas condições de vida dos estudantes. Estudantes de 108 universidades alemãs protestaram para obter o reconhecimento da Alemanha Oriental, a remoção de funcionários do governo com passados nazistas e pelos direitos dos estudantes. Em fevereiro, os protestos dos professores da Universidade Alemã de Bona exigiram a demissão do presidente da universidade devido ao seu envolvimento na construção de campos de concentração durante a guerra.

### Brasil

Vladimir Palmeira, o líder do movimento civil, discursando durante a Passeata dos Cem Mil no Rio de Janeiro, em 26 de junho de 1968.

Em 28 de março, a Polícia Militar do Brasil matou o estudante secundarista Edson Luís de Lima Souto em um protesto por refeições mais baratas em um restaurante para estudantes de baixa renda. As consequências de sua morte geraram um dos primeiros grandes protestos contra a ditadura militar no Brasil, conhecido como Passeata dos Cem Mil, e incitaram uma onda nacional de manifestações estudantis antiditadura ao longo do ano.

### Checoslováquia e União Soviética

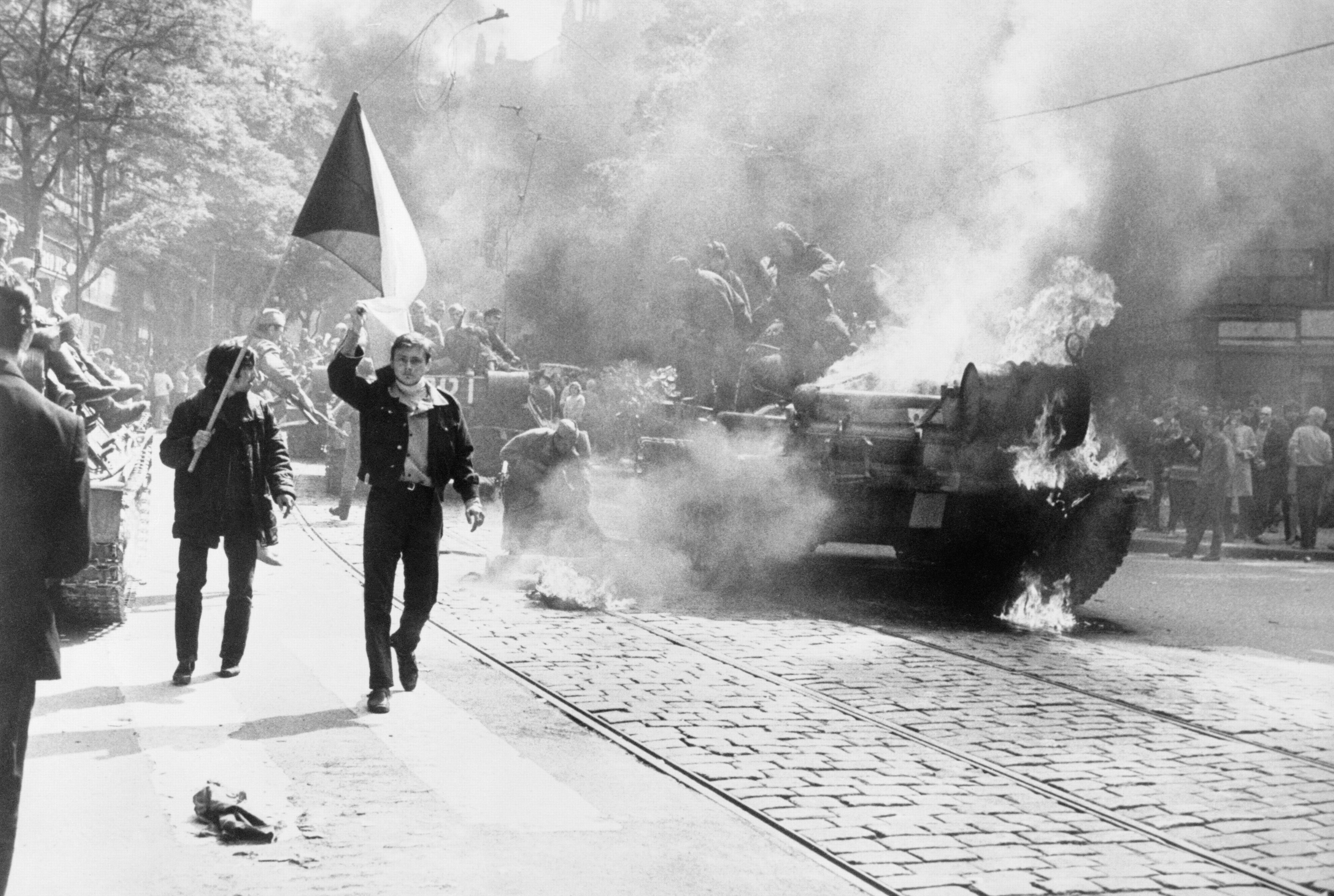
Checoslovacos carregando uma bandeira nacional perto de um tanque soviético em chamas em Praga

No que ficou conhecido como Primavera de Praga, o primeiro secretário da Checoslováquia, Alexander Dubček, iniciou um período de reformas, que deu lugar a protestos civis declarados, terminando apenas quando a União Soviética invadiu o país em agosto. Em 25 de agosto, manifestantes antiguerra se reuniram na Praça Vermelha, em Moscou, e foram dispersos.

### Espanha
Em comparação com outros países, as repercussões de 1968 foram muito menores na Espanha, sendo principalmente protestos e greves reprimidos pelo regime do ditador Francisco Franco. Os trabalhadores juntaram-se aos estudantes da Universidade de Madrid para protestar contra o envolvimento da polícia nas manifestações contra o regime autoritário, exigindo democracia, sindicatos e direitos dos trabalhadores, e reforma educacional. Em abril, estudantes espanhóis protestaram contra as ações do regime de Franco ao sancionar uma missa para Adolf Hitler. No início da primavera, a Universidade de Madrid foi fechada durante trinta e oito dias devido a manifestações estudantis.

### Estados Unidos

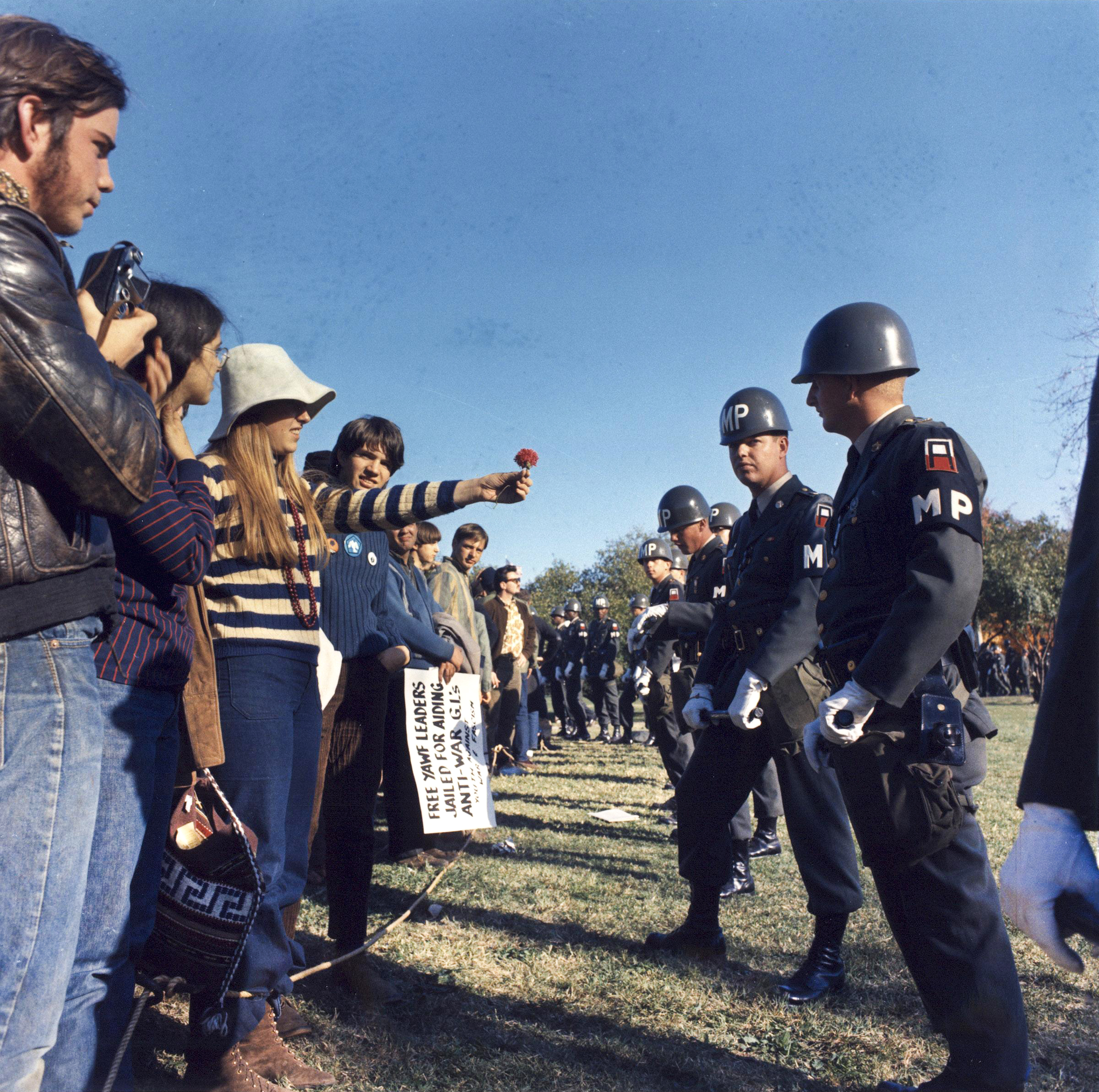
Uma manifestante oferecendo uma flor a um guarda da polícia militar na Marcha sobre o Pentágono em 21 de outubro de 1967

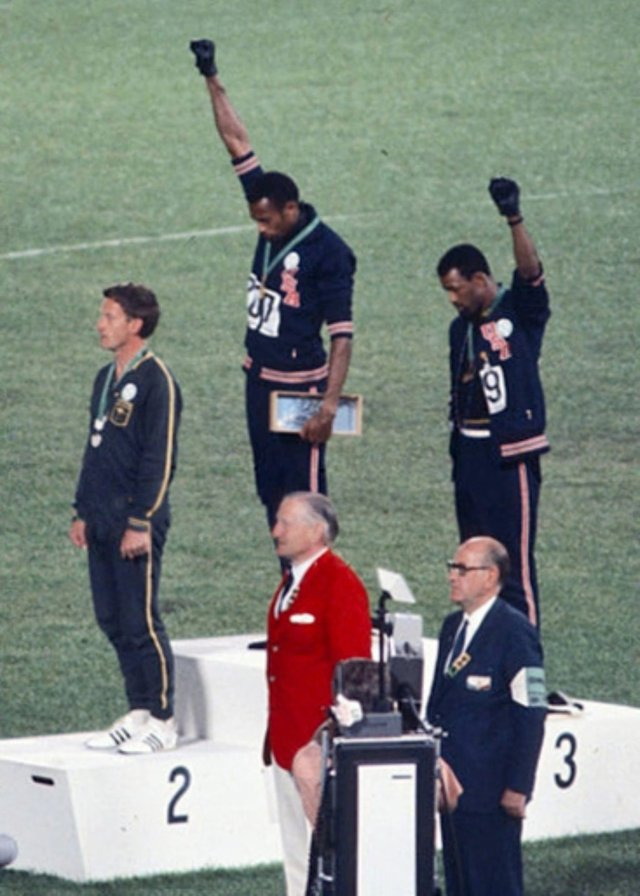
John Carlos e Tommie Smith com os punhos erguidos durante a cerimônia de premiação nas Olimpíadas da Cidade do México de 1968

Nos Estados Unidos, o movimento pelos direitos civis se afastou do sul e se aproximou das cidades do norte e do oeste com as questões de moradia aberta e do movimento da antirracista. O movimento pelos direitos civis unificou-se e ganhou reconhecimento internacional com o surgimento das organizações Black Power e Black Panthers. O Massacre de Orangeburg em 8 de fevereiro de 1968, um protesto pelos direitos civis em Orangeburg, Carolina do Sul, tornou-se mortal com a morte de três estudantes universitários. Em março, estudantes da Carolina do Norte organizaram um protesto num balcão de almoço local que se espalhou por 15 cidades. Em março, estudantes de todas as cinco escolas públicas de ensino médio no leste de Los Angeles saíram das aulas protestando contra as condições desiguais nas escolas de ensino médio do Distrito Escolar Unificado de Los Angeles. Nos dias seguintes, eles inspiraram greves semelhantes em quinze outras escolas. Em 4 de abril, o assassinato de Martin Luther King Jr. desencadeou protestos violentos em mais de 100 cidades americanas, nomeadamente Louisville, Baltimore e Washington, DC. Em 23 de abril, estudantes da Universidade de Columbia protestaram e alegaram que a universidade tinha políticas racistas; três funcionários da escola foram feitos reféns durante 24 horas. Este foi apenas um dos vários protestos da Universidade de Columbia em 1968. A Convenção Nacional Democrata de agosto de 1968 se tornou o palco de grandes manifestações contra a Guerra do Vietnã e o governo Johnson. Culminou em um tumulto, visto como parte da cobertura televisiva da convenção, quando a polícia de Chicago invadiu a multidão em frente ao centro de convenções e espancou manifestantes, além de agredir figuras da mídia no prédio. Nas Olimpíadas de Verão de 1968, durante uma cerimônia de premiação televisionada, as estrelas do atletismo John Carlos e Tommie Smith levantaram os punhos enluvados em solidariedade ao Black Power, o que resultou na suspensão deles das Olimpíadas.

### França
A partir de maio de 1968, ocorreu um período de agitação civil em toda a França, com duração de sete semanas e pontuado por manifestações, greves gerais e ocupação de universidades e fábricas. No auge dos acontecimentos, que desde então ficaram conhecidos como Maio de 68 (em francês: Mai 68), a economia francesa parou. Os protestos chegaram a um ponto que fez os líderes políticos temerem uma guerra civil ou uma revolução; o governo nacional deixou de funcionar brevemente depois que o presidente Charles de Gaulle fugiu secretamente da França para a Alemanha Ocidental no dia 29. Os protestos são por vezes associados a movimentos semelhantes que ocorreram na mesma época em todo o mundo e que inspiraram uma geração de protestos artísticos na forma de canções, grafites imaginativos, cartazes e slogans.
A agitação começou com uma série de protestos de ocupação estudantil de esquerda radical contra o capitalismo, o consumismo, o imperialismo americano e as instituições tradicionais. A forte repressão policial aos manifestantes levou as confederações sindicais francesas a convocar greves de solidariedade, que se espalharam muito mais rapidamente do que o esperado, envolvendo 11 milhões de trabalhadores, mais de 22% da população francesa na época. O movimento foi caracterizado por uma disposição selvagem espontânea e descentralizada; isso criou contraste e, às vezes, até mesmo conflito entre os sindicatos e os partidos de esquerda. Foi a maior greve geral alguma vez tentada no país e a primeira greve geral selvagem a nível nacional.
As ocupações estudantis e greves gerais em toda a França foram confrontadas violentamente por administradores universitários e pela polícia. As tentativas do governo de Gaulle de reprimir as greves por meio de ações policiais só agravaram a situação, levando a batalhas de rua com a polícia no Quartier Latin de Paris. No final de maio, o fluxo dos eventos mudou. Os acordos de Grenelle, concluídos em 27 de maio entre o governo, sindicatos e empregadores, proporcionaram ganhos salariais significativos para os trabalhadores. Uma contramanifestação organizada pelo partido gaullista em 29 de maio no centro de Paris deu a De Gaulle a confiança para dissolver a Assembleia Nacional e convocar eleições parlamentares para 23 de junho de 1968. A violência evaporou quase tão rápido quanto surgiu. Os trabalhadores retornaram aos seus empregos e, após as eleições de junho, os gaullistas emergiram mais fortes do que antes.

### Itália

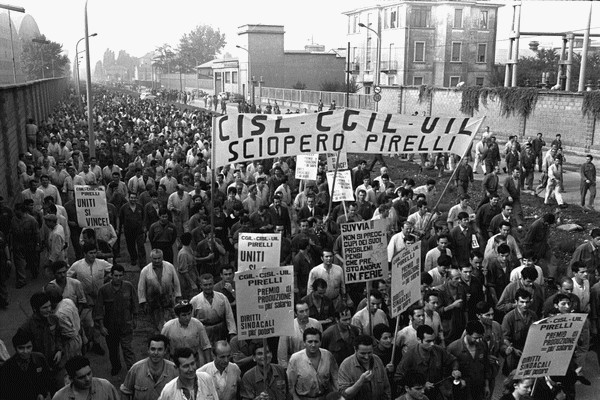
Greve de operários de uma fábrica de Milão em 1969

Em 1º de março, um confronto conhecido como Batalha de Valle Giulia ocorreu entre estudantes e policiais na faculdade de arquitetura da Universidade La Sapienza de Roma, na Itália. Em março, os estudantes italianos fecharam a universidade durante 12 dias durante um protesto antiguerra.

### Japão

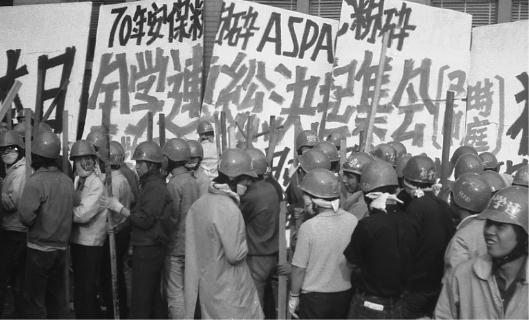
Protestos estudantis japoneses em junho de 1968

Protestos no Japão, organizados pelo grupo estudantil socialista Zengakuren, foram realizados contra a Guerra do Vietnã a partir de 17 de janeiro, coincidindo com a visita do USS Enterprise a Sasebo. Em maio, protestos estudantis violentos eclodiram em diversas universidades japonesas, tendo começado no início do ano a partir de disputas entre professores e alunos por mais direitos estudantis e mensalidades mais baixas. Os estudantes ocuparam edifícios e entraram em confronto com o pessoal, realizando “julgamentos” em público.

### México

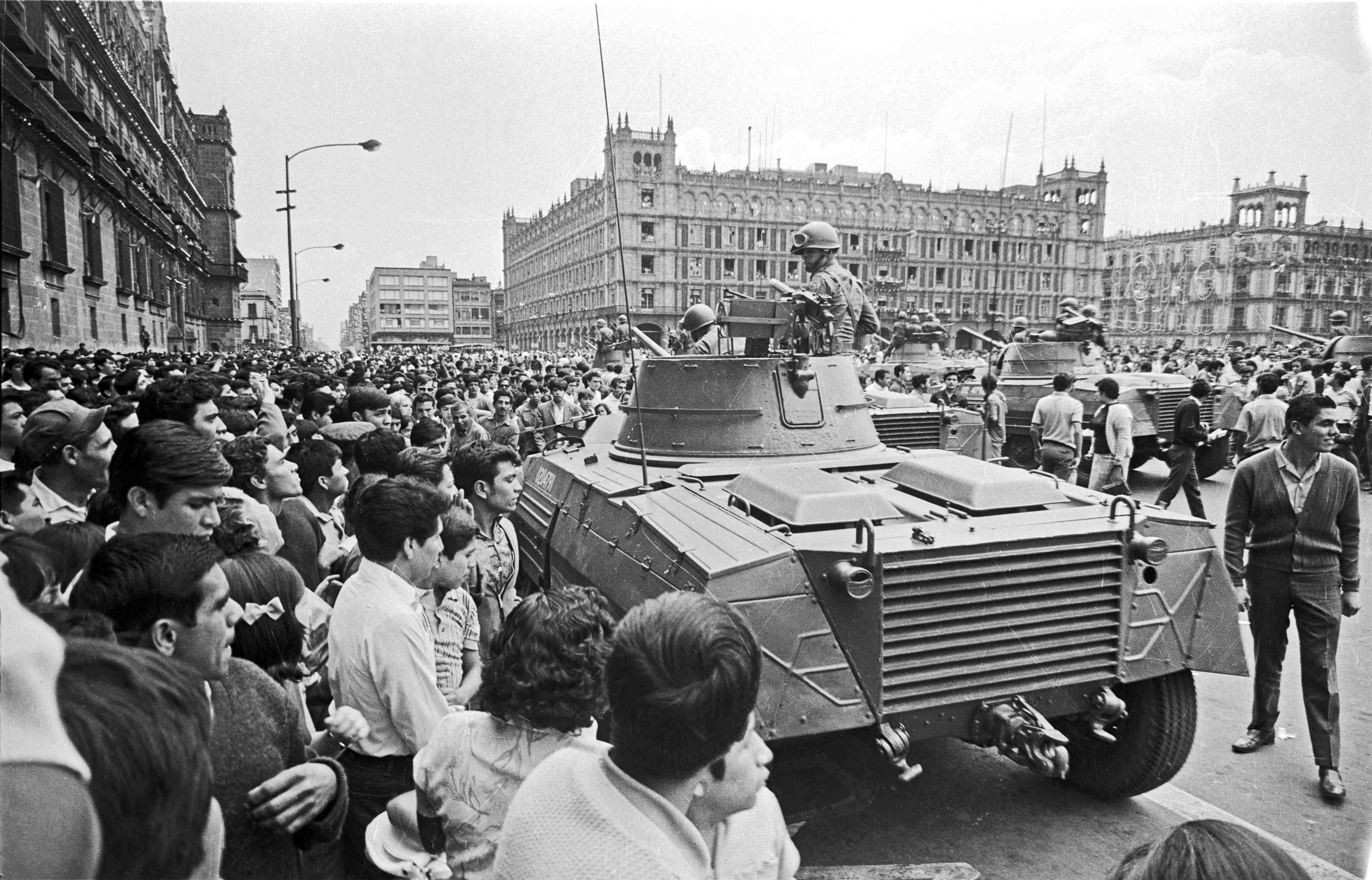
Veículos blindados na praça principal da Cidade do México, por volta de 1968

Estudantes universitários mexicanos se mobilizaram para protestar contra o autoritarismo do governo mexicano e buscaram amplas mudanças políticas e culturais no México. Durante todo o verão que antecedeu a abertura dos Jogos Olímpicos de Verão de 1968, houve uma série de conflitos crescentes entre estudantes mexicanos com uma ampla base de apoiadores não estudantis e a polícia. O presidente mexicano Gustavo Díaz Ordaz viu as manifestações massivas e em grande parte pacíficas como uma ameaça à imagem do país no cenário mundial e à capacidade de seu governo de manter a ordem. Em 2 de outubro, após um verão de protestos contra o governo mexicano e a ocupação do campus central da Universidade Nacional Autónoma (UNAM) pelo exército, uma manifestação estudantil na Praça Tlatelolco, na Cidade do México, terminou com a polícia, os pára-quedistas e as unidades paramilitares a disparar contra os estudantes, matando e ferindo um número indeterminado de pessoas, episódio conhecido como Massacre de Tlatelolco.

### Paquistão

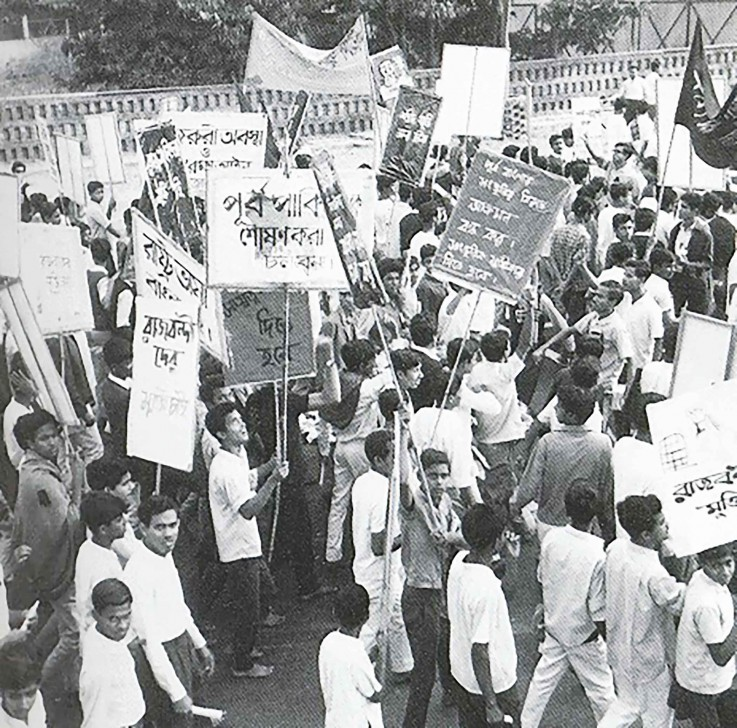
Um protesto estudantil no campus da Universidade de Daca durante a revolta de 1969 no Paquistão Oriental, parte da revolução de 1968-1969.

Em novembro de 1968, o movimento estudantil de massa eclodiu no Paquistão contra a ditadura militar de Ayub Khan. Mais tarde, o movimento foi acompanhado por trabalhadores, advogados, empregados de colarinho branco, prostitutas e outras camadas sociais. Foi demonstrada uma solidariedade de classe sem precedentes e os preconceitos de religião, sexo, etnia, raça, nacionalidade, clã ou tribo evaporaram-se no calor da luta revolucionária. Em 1968, no auge do movimento contra ele, jovens manifestantes em Karachi e Lahore começaram a descrever Ayub Khan como um cachorro ("Ayub Khan Kutta!"). As tropas abriram fogo, matando dezenas e ferindo centenas de estudantes e trabalhadores. Em março de 1969, Ayub Khan renunciou e entregou o poder ao chefe do Exército, Yahya Khan.

### Polônia
Em 30 de Janeiro, 300 estudantes manifestantes da Universidade de Varsóvia e da Escola Nacional de Teatro foram espancados com paus por manifestantes anti-organizados pelo Estado. Em 8 de março, a crise política polonesa de 1968 começou com estudantes da Universidade de Varsóvia que marcharam pelos direitos estudantis e foram espancados com cassetetes. No dia seguinte, mais de dois mil estudantes marcharam em protesto contra o envolvimento da polícia no campus e foram espancados e presos novamente. Em 11 de março, o público em geral se juntou ao protesto em confrontos violentos com estudantes e policiais nas ruas. O governo travou uma campanha de propaganda contra os manifestantes, rotulando-os de "sionistas". Os 20 dias de protesto terminaram quando o estado fechou todas as universidades e prendeu mais de mil estudantes. A maioria dos judeus polacos abandonou o país para evitar a perseguição do governo.

### Suécia

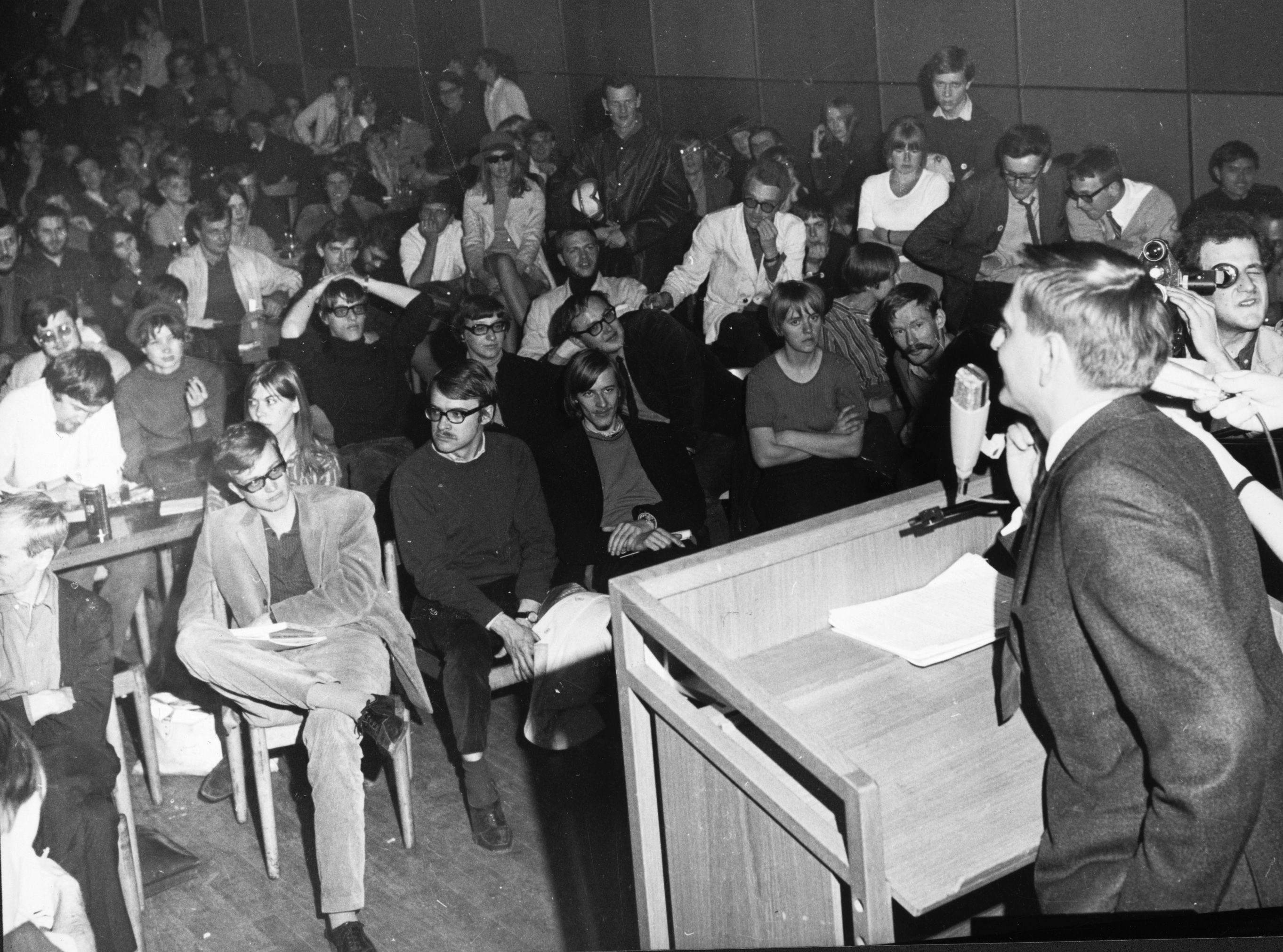
Na ocupação do edifício da União dos Estudantes em Estocolmo, Olof Palme encoraja os estudantes a abraçarem os valores democráticos.

Em 3 de maio, ativistas protestaram contra a participação de duas nações do apartheid, Rodésia e África do Sul, na competição internacional de tênis realizada em Båstad, Suécia. O protesto foi um dos mais violentos entre a polícia sueca e manifestantes durante a década de 1960, resultando em um diálogo entre o governo sueco e os organizadores para conter a escalada da violência. A partida foi posteriormente disputada em segredo, com a Suécia vencendo por 4–1.
Na Universidade de Estocolmo, estudantes de esquerda ocuparam o Prédio do Sindicato Estudantil em Holländargatan de 24 a 27 de maio para enviar uma mensagem política ao governo. Inspirados pelos protestos ocorridos em França no início desse mês, os protestos de Estocolmo foram mais calmos do que os de Paris.

### Reino Unido
Uma série de ocupações de escolas de arte se espalhou rapidamente pelo Reino Unido durante maio e julho de 1968. A ocupação do Hornsey College of Art (hoje Middlesex University) continua sendo um evento emblemático na história moderna das universidades britânicas. Estudantes de Cambridge estiveram envolvidos na revolta de Garden House em 13 de fevereiro de 1970.

#### Irlanda do Norte
Em 24 de agosto de 1968, o movimento pelos direitos civis da Irlanda do Norte realizou sua primeira marcha pelos direitos civis, de Coalisland a Dungannon. Muitas outras marchas foram realizadas no ano seguinte. Os legalistas atacaram algumas das marchas e realizaram contramanifestações numa tentativa de proibir as marchas. Devido à falta de reação da polícia aos ataques, os nacionalistas viram a polícia, quase totalmente protestante, como apoiando os legalistas e permitindo que os ataques ocorressem. Em 5 de outubro de 1968, uma marcha pelos direitos civis em Derry foi proibida pelo governo da Irlanda do Norte. Quando os manifestantes desafiaram a proibição, os policiais os cercaram e os espancaram indiscriminadamente e sem provocação. Mais de 100 pessoas ficaram feridas, incluindo vários políticos nacionalistas. O incidente foi filmado por equipes de notícias de televisão e exibido em todo o mundo. Causou indignação entre católicos e nacionalistas, desencadeando dois dias de tumultos em Derry entre nacionalistas e a polícia. Poucos dias depois, um grupo estudantil de direitos civis – a Democracia Popular – foi formado em Belfast.